# بارق
قبيلة بارْق، بفتح الباء والألف وتسكين الراء وقاف مهملة، وواحدهم (البارْقي): هي إحدى القبائل الأزدية بالجزيرة العربية وتقع ديارها في محافظة بارق جنوب غرب المملكة العربية السعودية. ويذكر النسابون أنها قبيلة عظيمة من الأزد، من الكهلانية، قال ابن الكلبي: «بارق بطن عظيم». ونُسب إلى هذه القبيلة جماعة كثيرة من الفرسان والشعراء والمحدثين، وهي فيما ذكر المؤرخون إحدى أرحاء الأزد، قادرة لقوتها وكثرتها أن تستقل بنفسها، وتستغني عن غيرها، فهي من أقوى القبائل العربية، وأكثرها لساناً وفرسانا، قال ابن عبد البر: «أما الْقَبَائِل الَّتِي قعدت عَن الأزد واكتفت بأسمائها دون الأزد فِي النِّسْبَة وهم من الأزد وَالْأَنْصَار كَمَا ذكرنَا وخزاعة وغسان وبارق ودوس وَمَا عدا هَذِه الْقَبَائِل من الأزد فَلَا تنْسب».
يذكر الأخباريون أن جد بارق وهو مزيقياء، رحل بقومه الأزد في القرن الثاني الميلادي من مأرب يريدون أرضاً تجمعهم يقيمون بها، فلما مات تفرق الأزد، وقيل أنه سمي بمزيقيا لأن قومه تمزقت على عهده كل ممزق عند هربهم من سيل العرم، ويعتقد المستشرق نولدكه أن هذا التفسير هو الأصح ويرى أنه مأخوذ من الآية: «جَعَلْنَاهُمْ أَحَاديثَ وَمَزَّقْنَاهُمْ كُلّ مُمَزَّقٍ، إنَّ في ذَلِكَ لآياتٍ لِكُلّ صَبَّارٍ شكَوُرٍ»، فحل بنو بارق بن حارثة بن مزيقياء الغور بأرض شن، فنسبت إليهم، وفي ذلك يقول ابن الكلبي وابن إسحاق:«جمع عمرو بن عامر بنيه، فقال لهم: يا بني إنّي قد علمت أنّكم ستتفرقون من منزلكم هذا بعدي. فمن كان منكم ذا همّ بعيد وجمل شديد ومزاد حصيد فليلحق بكاس وكود فلحقت وادعة ابن عمرو بأرض همدان. ثم قال: من كان منكم ذا همّ مدنّ وأمر ذي عنّ فليلحق بأرض شن‌، فلحقت بارق». وذكر الحموي نزولهم تهامة، قائلاً:«سارت قبائل نصر بن الأزد وهم قبائل كثيرة، منهم: دوس رهط أبي هريرة، وغامد، وبارق، وأحجن، والجنادبة، وزهران وغيرهم نحو تهامة، فأقاموا بها. وشنئوا قومهم أو شنئهم قومهم، إذ لم ينصروهم في حروبهم، أعني حروب الذين قصدوا مكة فحاربوا جرهم، والذين قصدوا المدينة فحاربوا اليهود».
وُصفت هذه القبيلة بالهمة والصبر وحسن البلاء في الجاهلية والإسلام، حتى كانت أبرز القبائل العربية، فبارق في الجاهلية وصدر الإسلام أعز القبائل الأزدية نفراً، وأعظمها أثراً، ولما كان الإسلام تبوأت بارق منه مكانة رفيعة جداً، وكان لها إسهامها الفعال في أحداثه المهمة، على أن إسلامها لم يأت دفعة واحدة، وإنما جاء متتابعاً بتتابع بطونها على الإسلام حتى اكتملت صورته بوفادة أبيض البارقي على رأس قومه من سنة سبع للهجرة، وقد عرف النبي الكريم للبارقيون فضلهم، فكتب لهم كتاباً يكفل حقوقهم. ومن أوائل من أسلم منهم: غرقدة البارقي شهد مع النبي غزوة بني المصطلق سنة 5 هـ، وعروة بن الجعد البارقي وكان قديم الإسلام من أهل الصفة المنعوتين بضيوف الإسلام، شهد قتال أهل الردة مع خالد بن الوليد، ودخل معه العراق فكان من أمراء الفتوح أيام أبي بكر. وعرفجة بن هرثمة البارقي وحذيفة بن محصن البارقي من المهاجرين، ومن قادات حروب الردة زمن الخليفة أبي بكر الصديق، وكانا من عمال النبي على الصدقات. وحين تمرد العرب على حكومة المدينة، ثبتت بارق وتصدّت للمرتدين وحاربتهم، وكان لهم لواءين من الألوية الإحدى عشر التي عقدها أبو بكر الصديق.
وفي إدارة الدولة استعان بهم الخلفاء الأوائل في الإدارة ولاةً وقضاة، فولي عروة بن الجعد البارقي قضاء الكوفة وهو أول قضاتها، وولي عرفجة بن هرثمة البارقي الموصل فأسسها لتصبح ولاية كبرى، ونَصَّب حذيفة بن محصن البارقي والياًً على عمان واليمامة، كما ولي حميضة بن النعمان البارقي السراة وما والاها من بلد الأزد. ولما كان الفتح شاركوا في أعماله الخالدة، وشهدوا تحرير العراق والشام، قال صالح أحمد العلي:«بارق من العشائر الأولى التي استجابت لدعوة عمر بن الخطاب في الانضمام إلى الجيوش الإسلامية الموجهة إلى الفتوح، وأمر عمر بن الخطاب عليهم عرفجة بن هرثمة، ثم أردفهم بسبعمائة من أهل السراة وهم بارق وألمع وغامد، وعليهم حميضة بن النعمان البارقي. وكانوا قد انضموا إلى المثنى وقاتلوا في البويب، وشاركوا في معركة القادسية؛ وكان رئيسهم عرفجة من الوفد الذي فاوض رستم، وشاركوا في فتح المدائن؛ وكان على الجيش الذي فتح تكريت والموصل، وولي خراج الموصل بعد فتحها، ثم أرسل لتعزيز القوة الإسلامية التي كانت تقاتل الهرمزان في الأهواز». وقد استوطن عظمهم في الكوفة والبصرة، وسكن بعضهم الشام، وتحولوا شيئا فشيئا في البلاد المفتوحة خلال تلك العصور. واشتركت بارق في فتوح مصر، وكان عروة البارقي صاحبة راية الأزد في فتوحها. كما اشتركوا في فتح الأندلس، وقد أشار الدكتور مصطفى أبو ضيف أحمد إلى أن مساكن بارق بالأندلس كانت مدينة إستجة.
ولما آلت الخلافة لعلي بن أبي طالب كانت بارق من مؤيديه، وأبرزهم عروة البارقي وهو من أمراء علي يوم صفين، وفي بلاء عروة يقول شاعرهم:«مُوَازٍ ولاَ عِدلٌ لِعُروَةَ إِذ غَدَا، على صَفٍّ صِفِّينَ العَظيمِ المَوَاكِبِ»، وكانت راية الأزد يومها مع ابنه علاء بن عروة، ومن مشاهيرهم البارزين المؤيدين لعلي: ابن عمار البارقي، وأم الخير البارقية، والمستظل البارقي، وقيس بن عوف البارقي، وعمرو البارقي، وحيان بن الحارث البارقي وبنوه. وبعد مقتل الخليفة علي بن أبي طالب، لم يؤيد جمهور بارق الحاكم الأموي ولكن معاوية استطاع بحسن سياسته أن يتجنب معارضتهم. ولما أعلن عبد الله بن الزبير خلافته، سارعوا إلى بيعته، وقاتلوا مع الزبيريون المختار الثقفي والخوارج، وفي ذلك يقول سراقة البارقي مفتخرا: «عمدا جعلت ابن الزبير لذنبه، يعدو وراءهم كعدو الثيتل». وتضاءل شأن بارق بعد القضاء على الحركة الزبيرية سنة 73 هـ، وكان كثيرٌ منهم مناصراً لها. وبرزوا من جديد مع ثورة زيد بن علي، فأووه وناصروه، فنزل في بدءه دار عبد الرحيم بن نصر البارقي، فدار شبيب بن غرقدة، ثم دار عامر البارقي الذي قبض عليه وأعدم، وأعلن زيد ثورته من حي بارق في الكوفة، فحملوا معه السلاح دون تردد، وقتل مع زيد منهم العشرات. ولما ظهرت الدعوة العباسية، سارعوا إليها، فكان لهم دورا رئيسا بزعامة عمرو بن الأشعث البارقي وهو أحد نظراء النقباء في الدعوة العباسية، كما كان منهم كلثوم بن شبيب وهو من قادات الدعوة الأوائل، وشارك في المعارك ضد الأمويين، وكان أول من شغل منصب الشرطة في الدولة العباسية.
اعتمد البارقيون على تجارة القوافل في معيشتهم منذ سوق حباشة، واستغلوا موقع بلادهم التي كانت تأتي إليها القوافل من كل صوب، فازدهرت تجارتهم، وقد عدت منطقتهم الأغنى في تهامة حتى القرن العشرين، وتذكر التقارير الإنجليزية ديارهم بقول: «منطقة بارق الثرية». كما أولى البارقيون اهتمامهم بالزراعة لصلاح موقع بلادهم لهذا النوع من العمل، ويذكر كيناهان كورنواليس بلادهم في أخصب المناطق، ويقول:«وأفضل المناطق الزراعية هي رجال ألمع، وتمنية، وبارق، وأبها، وتنومة». وكان اعتمادهم في الزراعة على الأمطار التي تهطل بكميات كبيرة تقدر بين 700 و900 ملم سنويا، وعلى الأودية التي تجري في بلادهم، فعمروا القرى والمزارع على نطاق واسع، وانصرفوا إلى الرفاهية والترف، ومما يتصل بذلك قول كيناهان كورنواليس:«هم مسالمون، يعشقون المُتْعَة والترف، وغير مغرمون بالحرب. ومع ذلك، فلا يُستبعد منهم الإغارة». وأولت هذه القبيلة اهتماما كبيرا بالعمران، وقد اتفق الشريف البركاتي وكيناهان كورنواليس في تقدير قراهم بأكثر من خمسين قرية، وقال كورنواليس:«بارق تتألف من أكثر من خمسين قرية مبنية كلها بالحجر»، ويذكر الشريف البركاتي قراهم باندهاش قائلاً: «بارق تبلغ خمسين قرية، كلها مبنيَّة بالحجر المنحوت الجميل، والدور فيها من طبقين إلى ثلاث، ولم نكن نظن أن يكون بهذه الديار اعتناء بالأبنية بهذا الشكل».

## النسب
يجمع النسابون على نسبة بارق إلى مزيقياء من ملوك مأرب، ويذكرون أنها قبيلة عظيمة من الأزد، من كهلان، جدها الأعلى بارق، وهي من أصرح قبائل العرب، وقد اختلف النسابون في اسم بارق على ثلاثة أقوال هما:
- بارق وهو عدي بن حارثة بن عمرو مزيقياء بن عامر ماء السماء بن حارثة بن امرئ القيس بن ثعلبة بن مازن بن الأزد، وهو قول ابن هشام وابن حزم.[68][69]
- بارق وهو عوف بن عدي بن حارثة بن عمرو مزيقياء بن عامر ماء السماء بن حارثة بن امرئ القيس بن ثعلبة بن مازن بن الأزد، وهو قول وهب بن منبه وابن إسحاق.[70][71]
- بارق وهو سعد بن عدي بن حارثة بن عمرو مزيقياء، وهو قول مؤرج السدوسي وهشام الكلبي.[7][72][73]

وقد اختلف النسابون القدماء في تعليل اسم بارق، فقال مؤرج السدوسي: «بارق جبل نزله سعد بن عدي بن حارثة بن عمرو مزيقياء الأزدي فسمُّي به، هم إخوة الأنصار وهم بتهامة»، وقد ذكر ابن الكلبي نحو ذلك قائلا: «جمع عمرو بن عامر بنيه، فقال لهم...من كان منكم ذا همّ مدنّ وأمر ذي عنّ فليلحق بأرض شن‌، فلحقت بارق - واسم بارق عوف بن عدي بن حارثة وقال بعض النسّاب سعد بن عدي بن حارثة بن عمرو بن عامر - ونزل معهم بنو مالك وشبيب ابنا عمرو بن عدي بن حارثة، وبارق جبل نزله سعد فسموا به». أما عبد الملك بن هشام فاختار قول ابن الكلبي بأنهم سموا بارقا؛ لأنهم تبعوا البرق، وقال ابن الكلبي:«بنو بارقٍ بن عديّ، سُمُّوا ببارق لأَنَّهم تبعوا البرق». ويظهر أن ابن الكلبي أخذ تلك الأقوال من مصادر عربية مختلفة، غير مدونة، فوقع هذا التناقض. وفي مزاعم ابن عبد البر من المتأخرين أنهم سموا بارقا لأنهم نزلوا ماء بارق من السراة، فنسبوا إليه، وقال:«بارق فماء بالسراة فَمن نزله أَيَّام سيل العرم كَانَ بارقيا ونزله سعد بن عدي بن عدي بن حَارِثَة بن عَمْرو بن عَامر وابنا أَخِيه مَالك وشبيب ابْنا عَمْرو بن عدي بن حَارِثَة فسموا بارقا». ويقال إن بارق لقب بذلك لأنه كان غليظ الجسم، براق العينين، سريع الحركة قوي البأس.

### البارقي
لقب البارقي والبارقيون يطلق على بنو عدي بن حارثة بن مزيقياء، وفي ذلك قال عبد الملك بن هشام: «بارق بنو عدي بن حارثة بن عمرو »، وقال ابن حزم:«بارق وهم بنو عدي بن حارثة بن ثعلبة بن عمرو مزيقياء». أما هشام الكلبي فيحصر لقب البارقي على سعد بن عدي وأبناء أخيه مالك بن عمرو وشبيب بن عمرو، وقال: «واسم بارق عوف بن عدي بن حارثة - وقال بعض النسّاب سعد بن عدي بن حارثة بن عمرو بن عامر - ونزل معهم بنو مالك وشبيب ابنا عمرو بن عدي»، ويؤيده مرتضى الزبيدي بقوله:«البارقيون: قبيل معروف من الأزد، وهم ولد سعد بن عدي بن حارثة بن عمرو بن عامر، وأبناء أخيه مالك وشبيب أبناء عمرو بن عدي بن حارثة بن عمرو». ومن بني مالك بن عمرو البارقيون: عرفجة بن هرثمة البارقي.

### أقرب القبائل نسبا لقبيلة بارق
أقرب القبائل نسبا لقبيلة بارق هم قبيلة الأنصار، يليهم في القرابة الغساسنة، ويليهم في القربى قبيلة خزاعة، وجميعهم يجتمعون في جدهم مزيقياء.

## في الجاهلية
كان يوجد في بلاد بارق سوق حباشة الذي احتلَّ مكانةً بارزةً بين أسواق العرب في الجاهلية، وقد تاجر النبي محمد بن عبد الله وباع فيه واشترى، وقد كان تاجراً فيه لصالح السيدة خديجة قبل البعثة النبوية.
ولبارق تاريخ حافل في الجاهلية، فقد كانوا من أثرى القبائل عدداً وأحصنها بلاداً، وبلغ من شأنهم أنهم قبيل الإسلام وضعوا إتاوة (خراجاً) على عير قريش المتوجهة نحو اليمن وفي ذلك يقول سراقة الأكبر البارقي:

 شارك رهط معقر البارقي بطنٌ من بارق بنّحوُ عشرين فارساً في يوم شعب جبلة أعظم أيام العرب في الجاهلية، وكانوا قد حالفوا «بني نمير» لدم أصابوه في بارق وهذا سبب حضورهم، وكان لهم في ذلك اليوم احسن البلاء. قال شاعرهم معقر البارقي في ذلك اليوم قصيدته المشهورة التي مطلعها:  
شاركت قبائل بارق مـع قومهم الأزد في حروبهم ضد قريش، وقال شاعرهم سراقة الأكبر بن مرداس في يوم مقتل أبي أزيهر الدوسي قصيدته المشهورة التي مطلعها:
ساد رَهْط عرفجة البارقي بطنٌ من بارق في الجاهلية بجيلة بعد أن أصابوا دماً في قومهم بارق، فسكنوا أرض بجيلة فحالفتهم بجيلة فبلغوا من العلوُّ والشَّرف والمجد فيهم ما بلغوا. فكانوا سادتهم وسفراءهم، وكان آخر سيد من بارق الصحابيُّ الجليل عرفجة البارقي. حتى تنازل عام 13 هـ في خبرٍ طويلٍ عن السيادة والقيادة إلى جرير البجلي.
نساء بارق أمَّهات قبائل العرب، ومنهنّ: جميلة بنت عدوان، وهي أم فهر بن مالك الجد العاشر للنبي محمد بن عبد الله أبو قريش. وأسماء بنت سعد البارقي زوجة مرة بن كعب الجد السادس للنبي محمد بن عبد الله، وهي أم تيم أبو بني تيم وأم يقظة جد بني مخزوم. وفاطمة بنت عوف البارقي وهي أم مخزوم أبو بني مخزوم. وأم عشب ابنة عدي البارقي أم قبيلة وادعة.

### أبرز أعلام بارق في الجاهلية
- جميلة بنت عدوان البارقي: أمٌّ جاهلية، زوجة مالك بن النضر الجد الحادي عشر للنبي محمد بن عبد الله وام فهر بن مالك الجد العاشر للنبي محمد بن عبد الله.
- أسماء بنت سعد البارقي: أمٌّ جاهلية، زوجة مرة بن كعب الجد السادس للنبي محمد بن عبد الله، وهي أم يقظة وتيم، من نسلها أبو بكر الصديق، وخالد بن الوليد وكثيرون.
- معقر البارقي:  شاعر محسن فصيح، من شعراء الجوّد المقلّين المفضَّلين، من فرسان الجاهلية، شهد يوم جبلة من أعظم أيام العرب في الجاهلية.
- النعمان بن حميضة البارقي: كان من الخطباء البلغاء، ومن الأشراف الرؤساء في الجاهلية. أورد له الأصبهاني رسالة من أفصح وأبلغ ما كتب العرب.
- المستوعر بن ربيعة بن الحارث البارقي: شاعر، فارس، ومن ملوك العرب العظماء في الجاهلية.
- فاطمة بنت عوف بن عدي بن حارثة البارقي: أمٌّ جاهلية، زوجة يقظة بن مرة بن كعب، وهي أم مخزوم، أشهر بطون قريش على الإطلاق، من نسلها فاطمة بنت عمرو وأم المؤمنين أم سلمة وكثيرون.
- سراقة الأكبر بن مرداس: فارس قومه، وأحد شعرائهم وساداتهم في الجاهلية، وخاض المعارك الكثيرة، قيل أدرك النبي، وشارك في يوم أوطاس.
- لمس بن سعد البارقي: أحد شعراء العصر الجاهلي، من التجار، صاحب حلف الفضول.
- سعد بن المنتحر البارقي: فارس قومه، وأحد شعرائهم في الجاهلية.
- جماعة البارقي: أحد شعراء العصر الجاهلي.
- عبد الله بن عبد الرحمن البارقي: أحد شعراء العصر الجاهلي.
- جهير بن سراقة البارقي: من نصارى العرب، وكان له منزلة من ملوك النصرانية، مثواه بنجران.
- أم عشب ابنة عدي البارقي: جدَّة عربية قديمة، أمٌّ قبيلة وادعة.
- الحارث بن عبد يغوث بن جاهمة بن الحارث بن عوف بن عمرو بن سعد بن ثعلبةَ البارقي: من أشراف العرب في الجاهلية.[116]
- بعجةُ بن أَوس بن صُريم بن الحارث بن مالك بن أَنمار البارقي: من أشراف العرب في الجاهلية.[116][117][118]
- ابنة المعقر البارقية: شاعرة جاهلية، حضرت يوم شعب جبلة (من أيام العرب المعروفة) قبل 19 سنة من مولد النبي صلّى الله عليه وسلم.[119][120]

## في الإسلام
مع ظهور الإسلام في الحجاز وانتشاره في الجزيرة العربية وفدت القبائل من بارق إلى النبي تبايعه بالإسلام في العام 9 هـ 630م وقد شرفوا بخطاب النبي المشهور لهم. الذي قال فيه:

| بارق | هذا كتاب من محمد رسول الله لبارق، لاتجذ ثمارهم ولاترعى بلادهم في مربع ولا مصيف إلا بمسألة من بارق. ومن مر بهم من المسلمين في عرك أو جدب فله ضيافة ثلاثة أيام، وإذا أينعت ثمارهم فلابن السبيل اللقاط يوسع بطنه من غير أن يقتثم | بارق |

وشهد على هذا الكتاب أبو عبيدة بن الجراح وحذيفة بن اليمان  وكتبه أبي بن كعب.
ناصر آل بارق الدعوة الإسلامية في مواقف عدة منها:
في عصر الخليفة أبو بكر:
- شارك منهم في حروب الردة وابرزهم:

1. عرفجة بن هرثمة البارقي وكان قائد الحملة التي ارسلها أَبو بكر الصديق إلى مهرة لما ارتد أَهلها مع اللقيط بن مالك بن فاهم الازدي.[125][126]
2. حذيفة بن محصن البارقي وكان قائد الحملة التي ارسلها أَبو بكر الصديق إلى عمان لما ارتد أَهلها.[127][128]
3. عروة البارقي: كان تحت لواء خالد بن الوليد في حربه ضدَّ المرتدين.[129] كما شارك في فتوحات العراق في عهد أبو بكر وكان قائداً في معركة الخنافس التي انتصَرَ جيشه فيها في السنة 12 هـ.[130][131]

في عصر الخليفة عمر بن الخطاب: 

كانت بارق من القبائل الأولى التي استجابت لدعوة عمر بن الخطاب في الانضمام إلى الجيوش الإسلامية الموجهة إلى الفتوح.
- في شعبان عام 13 هـ الموافق نوفمبر 634م قدما على عمر غزاة من قبائل بارق وكنانة في 700 رجل وعامتهم من بارق.[133][134] يطلبون الجهاد في الشام فأثنى عليهم عمر ووجهم إلى العراق بعد هزيمة المسلمين في موقعة الجسر على يد الفرس. أمر عمر على بارق الصحابي الجليل عرفجة بن هرثمة البارقي فكانو تحت لواءه في جميع المعارك التي خاضها وكانت أول مواجهتم البويب في 12 رمضان عام 13 هـ وكان لهم فيها احسن البلاء. وذكر ان كل واحد منهم كان يقتل عشرة أو عن عشرة.[135][136]
- شارك منهم 1500 مجاهد[137] وفي رواية الطبري 700 رجل في معركة القادسية في 13 شعبان 14 هـ / 16 نوفمبر 636م بقيادة قائدهم الصحابي حميضة بن النعمان البارقي.[138][139][140][141]

واشهر من شارك منهم في المعركة أيضاً:
1. عرفجة بن هرثمة البارقي.[142]
2. حذيفة بن محصن البارقي
3. عروة بن الجعد البارقي
4. غرقدة البارقي

- شارك منهم المئات في فتوحات العراق [143] واشهرهم:

1. عروة البارقي شارك في أغلب فتوحات العراق وكان قائداً في معركة الخنافس التي انتصر جيشة فيها.[144][145]
2. عرفجة بن هرثمة البارقي كان قائداُ في فتح الموصل.[146] وقائد الخيل في تكريت.[147][148]
3. شارك ال بارق في فتح المدائن وابرزهم شبيب بن غرقدة البارقي.[149][150] وعرفجة بن هرثمة.[142]

- شارك منهم في فتوحات الفرس ومن ابرزهم:

1. عرفجة بن هرثمة البارقي الذي قائد أول غزوة بحرية في الإسلام.[151]

في عصر الخليفة علي بن أبي طالب: 
- شارك منهم في صفين وموقعة الجمل مع الامام علي بن أبي طالب وابرزهم:

1. أم الخير بنت الحريش البارقي[152][153]
2. عروة البارقي[154]
3. عبد الله بن عمار بن عبد يغوث البارقي.[155]
4. عمرو بن سعيد البارقي [156][157]
5. عمرو بن بعجة البارقي وغيرهم.

 أنصار الحسين بن علي: 
- ناصر رجال بارق الامام الحسين بن علي عندما لم يناصره أحد فكان منهم الشهداء في واقعة الطف:

1. عمرو بن خالد.
2. خالد بن عمرو بن خالد.

ومنهم من شهد كربلاء وروى عنهم الطبري وأبو مخنف:
1. عبد الله بن عمار بن عبد يغوث البارقي.[155][158]
2. سراقة البارقي وقال ابياته المشهورة حينها في مقتل آل الرسول:[159][160]

 أنصار زيد بن علي بن الحسين بن علي بن أبي طالب: 
- ناصَرَ رجال بارق زيد بن علي، لمَّا خرج على هشام بن عبد الملك عام 122هـ، قُتل منهم العشرات ومن أبرزهم:[161]

1. الشهاب بن عبد الله البارقي
2. رجاء بن هند البارقي
3. عبد العزيز بن أبي عثمان البارقي
4. حسان بن أبي حسان البارقي
5. عبيدة بن الجعد البارقي
6. عبد اللّه بن أبي عثمان البارقي
7. حسان بن قائد البارقي وكان يرتجل حتى قتل وهو يقول:

### أبرز صحابة بارق
- عروة البارقي: صحابيّ، من أهل الصفَّة، قائد، قاضي. شهد حروب الردة  والفتوحات الإسلامية في العراق والشام. شهد مع علي بن أبي طالب حروبه. ولما قتل علي اعتزل، وعكف على العبادة. سكن الكوفة، فكان فيها من الأشراف. له عدة أحاديث، منها حديثان في صحيح البخاري.
- عرفجة بن هرثمة البارقي: صحابيّ، أمير، من الولاة الشجعان الفاتحين. شهد قائداً حروب الردة في عُمان والفتوحات الإسلامية في العراق وبلاد الفرس. فتح الموصل فجعلها خططا لقبائل العرب، وابتنى بها مسجداً فكثرت الدور فيها. وظل واليا عليها حتى مقتل عثمان بن عفان.
- حذيفة بن محصن البارقي: صحابيّ، أمير، شجاع، من القادة.  ولاه النبي صلى الله عليه وسلم على عُمان، وأمره أن يأخذ الصدقة من أغنيائهم ويردّها على فقرائهم. وبعد وفاة النبي أقرّه أبو بكر. ثم ولّاه عمر بن الخطاب اليمامة، شهد القادسية.
- حميضة بن النعمان البارقي: صحابيّ. كان شريفا مطاعا، من السادة، الشجعان. ولاه عمر بن الخطاب السراة، ثم وجهه إلى العراق على ألف وخمسمائة فارس من قومه، شهد القادسية وأبلى فيها البلاء الحسن. بنوه أكبر قبيلة في بارق.
- أبيض البارقي: صحابيّ، من السادة. وفد على النبي صلّى الله عليه وسلم سنة 9 هـ في وفد بارق.
- سراقة البارقي: له إدراك، شاعر إسلامي، فارس ثائر، حسن الإنشاد، سريع الخاطر، فيه ظرف ولطف، كان أجمل الناس وجها ومن أحسنهم شعرا.
- غرقدة البارقي:  صحابيّ، فارس، من الشجعان. شارك في الفتوحات الإسلامية وكان في جيش سعد بن أبي وقاص في الفتح الإسلامي لفارس، شهد المدائن وغيرها.
- أسماء بن خالد البارقي: شاعر، صحابيّ. وهو جَدُّ سراقة بن مرداس بن أسماء البارقي، الشاعر الذي هجا المختار بن أبي عبيد بعد أن كان مِنْ أتباعه، وصار مع مصعب بن الزبير.
- حذيفة البارقي الأزدي: من أصحاب رسول الإسلام محمد بن عبد الله.
- أم الخير بنت الحريش البارقي: خطيبة، من ربّات الفصاحة والبلاغة. من شهيرات النساء في الشجاعة، شهدت صفين مع علي بن أبي طالب.
- المستظل بن الحصين البارقي: قيل: له صحبة، مخضرم، عاش في الجاهلية وأدرك الإسلام. وصحب عليا. وروى عنه. روى كذلك عن: عُمر، وحذيفة بن اليمان، وأبي ذر، وجرير بن عبد الله البجلي.
- عبد الله بن عمار بن عبد يغوث البارقي: صاحبي، محدّث، روى عنه التابعون أحاديث عن وقعة صفين.
- عمرو بن بعجة البارقي: من الأعيان المقدمين في صدر الإسلام، له أدرك. نزل الكوفة وصحب علي ابن أبي طالب في حروبه. وروى عنه.

## قبائل بارق
تنقسم بارق إلى قسمين كبيرين هما :'
| قـبـائــل حـميـضـة |

| قـبـائــل عَليٍّ (آعَليٍّ) |

### حميضة
حميضة: وهم رأس بارق وقبيلهُ الكبرى، وهي معاصرة للجاهلية والإسلام، ذكرها المؤرخين الأوائل ومنهم: ابن دريد وابن سيدة وابن المنظور وغيرهم ممن اشتهر منهم: النعمان بن حميضة: كان من الخطباء البلغاء، ومن الأشراف الرؤساء في الجاهلية. له رسالة من أفصح وأبلغ ما كتب العرب. حميضة بن النعمان بن حميضة: صحابيّ، كان شريفا مطاعا، من السادة، الشجعان. ولاه عمر بن الخطاب السراة وماولاها، ثم وجهه إلى العراق على رأس بارق، شهد القادسية وأبلى فيها البلاء الحسن. وتنطوي حميضة على عدة قبائل، وهي:
| الـعـرام |

| آل حَجْري |

| قضريمة |

| المهاملة |

| آل فصيِـل |

| آل سالـم |

#### آل العرام
آل العَرام : لهم سبعة وعشرون قرية، تنتشر على ضفاف وادي شري ووادي ثعيب. وهي ذات حدود واسعة، تمتد إلى بلاد ربيعة، وعلى الجزء الغربي من بلاد بارق. ويحدّها من الشرق آل حجري، ومن الغرب ربيعة، ومن الجنوب المهاملة وآل سالم، ومن الشمال آل حجري. وتنطوي على عدة عمائر وهي:
| آل حمادي |

| آل مسعر |

| آل هيازع |

| القحمة |

| آل جماعة |

ويقدر عدد أفراد هذه القبيلة بحوالي خمسة آلاف نسمة، ويشغل منصب مشيختها حالياً عبد الرحمن بن غازي بن محمد بن مديني بن حسن بن عواض البارقي.

#### آل فصيل
آل فَصِيل: لهم ثمان وثلاثون قرية، وتقع منازل هذه القبيلة على ضفاف وادي خاط وما ينجزّ إليه من روافد، ويحدّها من الجنوب سفيان، ومن الشرق بني عمرو، ومن الغرب قضريمة، ومن الشمال بني التيم. وتنطوي على عدة عمائر، وهي:
| آل علي بن جماز |

| آل عجلان |

| آل الربعية |

| آل موسى بن جماز |

| المشاولة |

ويقدر عدد أفراد هذه القبيلة بحوالي خمسة آلاف نسمة، ويشغل منصب مشيختها حالياً الشيخ عامر عبد الرحمن البارقي، والشيخ أحمد بن عائض بن أحمد بن لحرش، ويطلق على هذه القبيلة «حميضة خاط». 

#### آل حَجْري
آل حَجْري: تقع قرى هذه القبيلة على ضفاف وادي شري وما ينجزّ إليه من روافد، ولهم ثلاثون قرية، ويحدّها من الجنوب آل سباعي، ومن الشمال قضريمة، ومن الشرق جبل أثرب وهتمان، ومن الغرب آل العرام وربيعة. تنقسم هذه القبيلة إلى عشيرتين هما: